# 波自加弥神社
波自加弥神社（はじかみじんじゃ、正式には「波自加彌神社」）は、石川県金沢市二日市町カ186番地にある神社。

## 概要
金沢市北部に位置する。表参道の入り口の鳥居付近には用水が流れ、用水の建設者を讃える碑が存在する。境内は全体に鬱蒼とした林に覆われている。山の斜面が参道になっており、社殿は小高い場所にある。
祭神は、『石川県神社誌』によると、波自加弥神と正八幡神。
ただし、現地に設置されている石碑によると、祭神は、波自加弥神、天照大神、応神天皇、神功皇后、仲哀天皇、比咩大神、少彦名神、武甕槌神、経津主神、天児屋根神、八坂刀売神、建御名方神。
境内には正一位八幡山稲荷社が存在。
また摂社として、諶兵堂(じんべえどう)もある。諶兵堂は、武内宿禰を祀る。
宮司は田近章嗣。また本人のブログによると社名の由来は、「歯で噛(か)んで辛(から)いものすなわち、ショウガ・ワサビ・サンショウなどの古語で、『薑・椒（はじかみ）』が語源」とのこと。

## 歴史
創建は養老2年(718年)。
延喜式では、国幣小社とされる。
寿永2年（1183年）の源平北国合戦のおり、兵火のため社殿すべてが焼失し、現在地の田鹿八幡宮(たじかはちまんぐう)に遷座され復合の神社となったが、のち、正四位上の神階(しんかい)をもつ波自加彌神が八幡神より上位と考えて、社名が今のものに変更された。
本来は現在地の2キロ後方山手にある四坊高坂町の黄金清水(こがねしょうず)に鎮座していた。
大正14年(1925年)には、郷社になる。

## 黄金清水
旧社地である四坊高坂町にある湧水黄金清水は、奈良時代、この地方が大干ばつに見舞われた時、国造（くにのみやつこ）が雨乞いのために当社に籠(こも)った。すると、37日目の満願日に霊水が湧き出して人民は救われた。人々は神に感謝し、供え物をしようと思いましたが、長く続いた旱魃(かんばつ)のため供える物がなかなか見つからず、たまたま干天下(かんてんか)にも自生していた生姜を捧げた。これが毎年6月15日に行われる、全国に類例のない「しょうが祭り」の起こりである、遠く江戸時代には、加賀・越中・能登の料理店主はすべてお参りしたといい。また、生姜の薬効から医薬の神としての信仰も篤く、薬師(くすし)も多く参詣したと伝えられ、現在もその趣旨は多くの人に受け継がれている。

## 交通アクセス
- 北鉄金沢バス 森本駅前より87番八幡経由本津幡ゆき乗車、八幡バス停下車徒歩3分
  - 遥拝殿へは、森本駅前より87番二日市経由本津幡ゆき乗車、二日市下車（フリー乗降区間につき、正門前でも乗降可。但し本数少）